# Kossuthkifli (televíziós sorozat)
A Kossuthkifli 2015-ös magyar történelmi kalandsorozat, amit Rudolf Péter rendezett, Fehér Béla azonos című regénye alapján. A főszerepekben Haumann Péter, Trokán Nóra, Lengyel Tamás, Reviczky Gábor, Nagy-Kálózy Eszter, Kálloy Molnár Péter, Fátyol Kamilla és Kőszegi Ákos látható.
A Duna 2015. március 15-étől április 19-éig hat vasárnapon keresztül sugározta.
A készítői megfogalmazása szerint „19. századi vadromantikus road movie”. (Az eredeti mű a szerző szándéka szerint egyszerre történelmi regény és Jókai-paródia.)

## Cselekmény
Az 1848–49-es szabadságharc idején Vödric Demeter (Haumann Péter) pozsonyi cukrászmester váratlanul egy 30 darabos bejglirendelést kap. A süteményeket lánya, Estilla (Trokán Nóra) a szerelmével, Swappach Amadé nemzetőr őrnaggyal (Lengyel Tamás) egy postakocsin szállítja Debrecenbe. A Kossuthhoz hű őrnagy apja, Swappach Ferdinánd tanácsos (Reviczky Gábor), a pozsonyi titkosrendőrség vezetője összeesküvést sejtve egy halottaskocsin üldözi őket.

## Szereplők

### Főszereplők
| Színész                | Szerep                      | Rang/Foglalkozás                                                             |
| ---------------------- | --------------------------- | ---------------------------------------------------------------------------- |
| Haumann Péter          | Vödric Demeter              | Pozsonyi cukrászmester.                                                      |
| Porogi Ádám (fiatalon) | Vödric Demeter              | Pozsonyi cukrászmester.                                                      |
| Trokán Nóra            | Vödric Estilla              | Demeter lánya, Amadé szerelme.                                               |
| Lengyel Tamás          | Swappach Amadé              | Nemzetőrtiszt, Ferdinánd fia.                                                |
| Reviczky Gábor         | Swappach Ferdinánd tanácsos | A pozsonyi titkosrendőrség feje.                                             |
| Nagy-Kálózy Eszter     | Thalvizer Karola            | Grófnő.                                                                      |
| Kálloy Molnár Péter    | Batykó                      | Postai kocsihajtó.                                                           |
| Kőszegi Ákos           | Dalfalvi Matyiő             | A Dalfalvi és Tsa temetkezési vállalat tulajdonosa.                          |
| Kéri Kitty             | Kitus                       | Kordalésza özvegye, aki beleszeret Matyiőbe.                                 |
| Fátyol Kamilla         | Pironka                     | Cselédlány, aki fiatalkorában, elárulja Demeternek a Kossuthkifli receptjét. |
| Scherer Péter          | Görbekerti Jeromos          | Debreceni cívis polgár                                                       |
| Sarkadi Kiss János     | Fiatal Elepi Kőszál         | Demeter fiatalkori barátja.                                                  |

### Mellékszereplők
| Színész         | Szerep   | Rang/Foglalkozás                           |
| --------------- | -------- | ------------------------------------------ |
| Kovács Lehel    | Füzegy   | Ősi magyar, aki az ezüst dobozkában lakik. |
| Adorjáni Bálint | Badagány | Ócskás, aki szemet vetett Estillára.       |
| Epres Attila    | Narrátor | A sorozat narrátora.                       |

### További szereplők
- Almási Sándor – bekötött fejű dezentor
- Andrusko Marcella – Poprádi Klárika
- Atlasz Gábor – Czeller Filep
- Balikó Tamás – Schmertzing Tádé báró
- Balogh Anna – Ádler írnok özvegye
- Bán Bálint – Lúdas Matyi
- Básti Juli – Matyi néni
- Béli Ádám – zarándok
- Bencze Sándor – gyertyaöntő
- Bezerédi Zoltán – Talihó
- Bozsó Péter – Szép vizához fogadósa
- Czapkó Antal – késes ember
- Cserna Antal – Dorozsma
- Csuja Imre – Fényes Mihály
- Dánielfy Zsolt – lógó bajuszú paraszt
- Dányi Krisztián – Pizsitnik
- Deák Tamás – Kossuth Lajos
- Debreczeny Csaba – Bedrisek
- Derzsi János – Fatyék
- Dráfi Mátyás – Révész
- Éless Béla – Vahter
- Fábry Sándor – jobbágy
- Fazekas István – Prior atya
- Fehér Béla – jobbágy
- Fenyő Iván – Koronka százados
- Fodor Annamária – Ferstl Franciska
- Garami Mónika – Bedrisekné
- Gyuriska János – kerékgyártó
- Hajdú László – gyászoló
- Hajdú Tamás – Johanni
- Horváth Lajos Ottó – Haliburda
- Incze József – Slubek Eugén
- Jakab Tamás – torontáli felkelő
- Janik László – botos ember
- Jantyik Csaba – Kormos
- Kalapos József – gyászoló
- Kamarás Iván – Péntek Kajetán
- Kapácsy Miklós – Kordalésza
- Karácsonyi Zoltán – hivatalnok
- Kárász Zénó – magas dezentor
- Kassai László – Káplár
- Kerekes József – Óvarga
- Keresztes Tamás – egérképű
- Kiss Jenő – Wülfing doktor
- Koppány Zoltán – Elepi Kőszál
- Kovács Géza – bábos
- Kovács Vanda – asszony
- Kovács Zsolt – Gönöllü Sáfár
- Krizsán Szilvia – fogadósné
- Kürthy Lajos – kupec
- Lugosi Tibor – prímás
- Lukáts Andor – Zöldfa bérlője
- Magyar Attila – Pándi Samu
- Megyeri Zoltán – visegrádi révész
- Méhes László – Curia fogadó vendéglőse
- Mészáros Tibor – Rubinus testvér
- Mikola Gergő – Érkeserűi Fráter Samu
- Nagy Mari – Vijola néne
- Nemcsák Károly – fogadós
- Pálos Zsuzsa – Csepke
- Pató Gábor – Kávécsarnok bérlője
- Rácz Zoltán – vén jobbágy
- Rátóti Zoltán – érsekújvár főbírója
- Rudolf Péter – Gracián testvér
- Schmied Zoltán – Heller Pongrác
- Schneider Zoltán – Kalivoda
- Schramek Géza – botos ember
- Szabó Győző – Hideg százados
- Szacsvay László – Cselőtei Máté
- Szarvas József – juszagos
- Szécsi Vilma – mama
- Széll Attila – gazdakötényes iparos
- Szerémi Zoltán – fűszeres
- Szilágyi István – kecskearcú aggastyán
- Szolnoki Tibor – Báró Vikszléder
- Szűcs Nelli – Révész felesége
- Torda István – suhajda
- Tóth József – zsigárdi fogadós
- Törőcsik Mari – Hammas Erzsó
- Varga Tamás – Cumpurdinus
- Vass György – köpcös dezentor
- ifj. Vidnyánszky Attila – Kukorica Jancsi
- Wunderlich József – Kelecsényi Buttler Ernő
- Zsadon Andrea – Vikszléder báróné

## Készítés
A hatrészes tévéfilm-sorozatot 2013. július elejétől október 20-ig forgatták közel kétszáz helyszínen, több mint száz színész részvételével. A hat epizód elkészítéséhez 1148 – összesen 90 percnyi – digitális vizuális trükkre (például ún. green boxra) volt szükség. A széria költségvetése 816 millió forint volt, amiből – a szponzorok támogatása mellett – 505 millió forintot az MTVA, 100 milliót pedig az Emberi Erőforrások Minisztériuma fizetett. A jelenetek jelentős részét Sopronban, Kőszegen, Szentendrén, Sóskúton, Etyeken és Pilisborosjenőn forgatták..A díszlettervező Sárdi Zoltán volt, a jelmezeket Balla Ildikó tervezte.

## Epizódok
| #  | Cím                    | Rendező      | Premier           | Nézettség |
| -- | ---------------------- | ------------ | ----------------- | --------- |
| 1. | Kivert gerlepár        | Rudolf Péter | 2015. március 15. | 435 ezer  |
| 2. | Két sebzett szívű atya | Rudolf Péter | 2015. március 22. | 267 ezer  |
| 3. | Maradék magyar         | Rudolf Péter | 2015. március 29. | 196 ezer  |
| 4. | Kísértetkastély        | Rudolf Péter | 2015. április 5.  | 218 ezer  |
| 5. | Rabmadarak             | Rudolf Péter | 2015. április 12. | 155 ezer  |
| 6. | Mandulás gyász         | Rudolf Péter | 2015. április 19. | 130 ezer  |

## Fogadtatás
A filmsorozat nézettsége a bemutató után erősen visszaesett.
Egy kritikus szerint a film különleges, archaikus nyelvezetét nehéz megérteni. Más vélemény szerint túlságosan vontatott a történetmesélés. A létrehozott képi világot többnyire elismerés fogadta. A nézőszám csökkenéséhez erősen hozzájárult a történelmi ismeretek erős hiánya (pl. Debrecenben a Városháza üzletportáljainak ablakokká átrajzolása, a gázlámpák ábrázolása (mely csak 1863-ban került bevezetésre), illetve a Csonkatemplom háttérbeli megjelenítése (a templom tetejének sarokbástya átalakítása 1907-ben történt). A kritikusok szerint a film hatalmas költségvetésébe belefért volna egy történeti szakértő is.
Egy beszélgetős esten a rendező Rudolf Péter elmondta, hogy az első epizódot már kész hangkeveréses változatként adták át a csatornának, ahol újra módosították a hangot (a televíziós csatornák egy kompresszort használnak, hogy a reklámok hangosabban szóljanak, mint a sugárzott műsorok). Ez az újra módósított változat került végül adásba és ezért lehetett nehezen hallani az első részt. Állítása szerint az első rész alacsonyabb nézettségéhez ez is hozzájárult. Egy későbbi televíziós interjújában elmondta, hogy szerinte kevés idő állt a gyártás előkészítésre. Elismerte, hogy nagyon tisztelte a sorozat alapjául szolgáló könyvet és jobban belenyúlhatott volna a dramaturgiába. Emellett nem bánta meg, hogy a sorozat megtartotta a könyv nyelvezetét.